# École de la chambre syndicale de la couture parisienne
El École de la chambre syndicale de la couture parisienne es una institución privada de educación superior en profesiones creativas fundada en 1927 por la Chambre Syndicale de la Haute Couture.
Brinda educación en el campo de la moda y las técnicas de alta costura y se encuentra desde 2010 en el distrito 2 de París.
A partir de 2019, la École de la chambre syndicale de la couture parisienne y el IFM, fundado en 1986, se unieron para crear el nuevo Institut français de la mode.

## Graduados famosos
- Julien Fournié, un diseñador de moda francés que fue el último Director Artístico de la casa de Haute Couture Torrente
- Issey Miyake, un diseñador de moda japonés
- Jaramar Soto, una reconocida cantante, compositora y pintora mexicana